# 다미엔 토머스
데이미언 토머스(Damien Thomas, 1942년 4월 11일 ~ )는 영국의 배우이다.
이스마일리아에서 태어났다.

## 출연 작품
- 더 라임하우스 골렘 (2016년)
- 위 (2011년) - 조지 역
- 네버 렛 미 고 (2010년)
- 가지못한 여행 (2006년)
- 노블 하우스 (1988년)
- 대해적 (1986년)
- 제인 에어 (1983년)
- 쇼군 (1981년)
- 신밧드와 마법의 눈 (1977년)
- 예언자 마호메트 (1976년)
- 헨리 8세 (1973년)
- 뱀파이어 연인 3 (1971년)
- 줄리어스 시저 (1970년)

### 텔레비전
- 하우스 오브 카드